# Philippe Morvan
Philippe Morvan, alias Samuel Gance, né le 10 novembre 1962 à Clermont-Ferrand, est un écrivain français qui réside à La Réunion et en Afrique du Sud.

## Biographie
Originaire d'Auvergne, fils d’Yves Morvan, il publie en 1981 un premier ouvrage pour la Bibliothèque Verte des éditions Hachette,. Après avoir été scolarisé à l'école Paul Bert puis au lycée Blaise Pascal, il est diplômé de la faculté de Pharmacie de Clermont-Ferrand et part travailler en Italie puis à la Réunion en 1990 en tant que pharmacien hospitalier. Il fut également pharmacien à la Clinique Chénieux de Limoges.
Il délaisse l’écriture jusqu’en 2012, date à laquelle il sort un premier roman sous le pseudonyme de Samuel Gance,. En 2018 il est remarqué par Caroline Lépée, l'éditrice de toujours de Guillaume Musso,, et publie sous son vrai nom un premier roman chez Calmann-Lévy intitulé Ours, une histoire inspirée de la vie de l’un de ses ancêtres, Anton Docher, aventurier, missionnaire et ami des Indiens.
Il vit une partie de l’année à Marloth Park en Afrique du Sud, pays dans lequel se déroule le roman Les fils du ciel paru en 2021,,, et qui raconte l'histoire d'un jeune métis entrainé dans les guerres anglo-zouloues et anglo-boers du XIXe siècle.

## Œuvres

### Sous le nom de Philippe Morvan
- Le Triomphe des animaux, Hachette, 1981 (ISBN 978-2-0100-8028-9)
- Ours, Calmann-Lévy, octobre 2018 (ISBN 978-2-7021-6353-5)[23],[24], réédité dans la Sélection du livre du Reader's Digest en octobre 2020
- Les Fils du ciel, Calmann-Lévy, février 2021 (ISBN 978-2-7021-6742-7) sélectionné parmi les quatre finalistes du Prix du roman métis des lecteurs 2021[25],[26],[27]
- L'envol du papangue, Orphie, octobre 2024 (ISBN 979-1-0298-0701-5)[28]

### Sous le nom de Samuel Gance
- Anton ou la Trajectoire d'un père, Paris, l'Harmattan, 2013 (ISBN 978-2-3362-9016-4)[11]
- La Chapelle des damnés, Ex Æquo, 2013 (ISBN 978-2-3596-2533-2)
- La Piste de l'assassin, Ex Æquo, 2014 (ISBN 978-2-3596-2648-3)
- Derrière les grilles, Ex Æquo, juin 2015 (ISBN 978-2-3596-2742-8)
- Le Territoire des limbes, Ex Æquo, 2015 (ISBN 978-2-3596-2747-3)

## Sélections

### PourLes fils du ciel
- Grand prix du roman métis 2021[25].

### PourL'envol du papangue
- Salon du livre insulaire 2025[29].
- Sélection des 80 polars du « mois du polar » 2025 des centres E. Leclerc[30].